# Melanaethus uhleri
Melanaethus uhleri är en insektsart som först beskrevs av Victor Antoine Signoret 1883.  Melanaethus uhleri ingår i släktet Melanaethus och familjen taggbeningar. Inga underarter finns listade i Catalogue of Life.